# Wonotenggang
Wonotenggang is een bestuurslaag in het regentschap Kendal van de provincie Midden-Java, Indonesië. Wonotenggang telt 1365 inwoners (volkstelling 2010).